# Mesh-He
Mesh-He di Unug (... – 2552 a.C. circa) è il 10° lugal della prima dinastia di Uruk.
La Lista dei re sumeri lo pone dopo En-Nun-Tarah-Ana e gli assegna 36 anni di regno, si crede dal 2588 alla morte. Gli sarebbe successo Melem-Ana. La sua storicità, e quella dei suoi successori, non è però del tutto accertata.